# フォーチュン (駆逐艦・2代)
|          | |
| 艦歴     | |
| 起工     | 1933年7月5日 |
| 進水     | 1934年8月29日 |
| 就役     | 1935年4月27日 |
| その後   | 1943年5月31日にカナダ海軍に移籍。 |
| 性能諸元 | |
| 排水量   | 基準：1,428トン、満載：1970トン |
| 全長     | 329 ft (100.3m) o/a |
| 全幅     | 33 ft 3 in (10.13 m) |
| 吃水     | 12 ft 6in (3.81 m) |
| 機関     | アドミラリティ・ボイラー3基 |
| 推進力   | パーソンズ蒸気タービン2基 |
| 最大速力 | 35.5ノット (65.7 km/h;40.9 mph) |
| 乗員     | 145名 |
| センサー | ASDIC（アクティブ・ソナー） |
| 兵装     | QF 120mm(4.7 in)Mk IX単装砲 4基 ヴィッカース 0.5インチ4連装機銃 2基 533mm（21 in）4連装魚雷発射管 2基 爆雷 20発 爆雷投射機 2基 爆雷投下軌条 1軌 |

フォーチュン (HMS Fortune, H70) はイギリス海軍のF級駆逐艦。

## 艦歴
本国艦隊に配属されたが、1936年から39年のスペイン内戦中にイギリスとフランスが共和国軍・国民党軍双方に課した武器禁輸措置を実施するために、地中海艦隊に編成された。
1939年9月の第二次世界大戦の開始から数週間後、ドイツの潜水艦に対する攻撃を支援し、1940年4月から6月のノルウェーの戦いで小規模な作戦に参加した。
「フォーチュン」は1940年半ばにH部隊の一員としてジブラルタルに配備され、メルセルケビール海戦に参加した。
1940年から41年にマルタへの多数の護送船団を護衛したが、1941年半ばにイタリアの爆撃機によって大きな損傷を負う。船体の修理が完了した後、「フォーチュン」は地中海艦隊に一時的に所属し、1942年初頭にインド洋の東洋艦隊に移籍された。東洋艦隊ではマダガスカルの戦いで空母の護衛任務を務めた。1943年2月、「フォーチュン」は本国に帰投した。
1943年半ばに「フォーチュン」はカナダ海軍に移籍され、「サスカチュワン (HMCS Saskatchewan)」と改名された。その後、1946年1月28日に退役。1947年12月にスクラップとして売却された。 

## 船鐘
「サスカチュワン」の船鐘は2009年現在、ブリティッシュコロンビア州ナナイモのバンクーバー島軍事博物館に保存されている。 